# Mattyasovszky-bástya

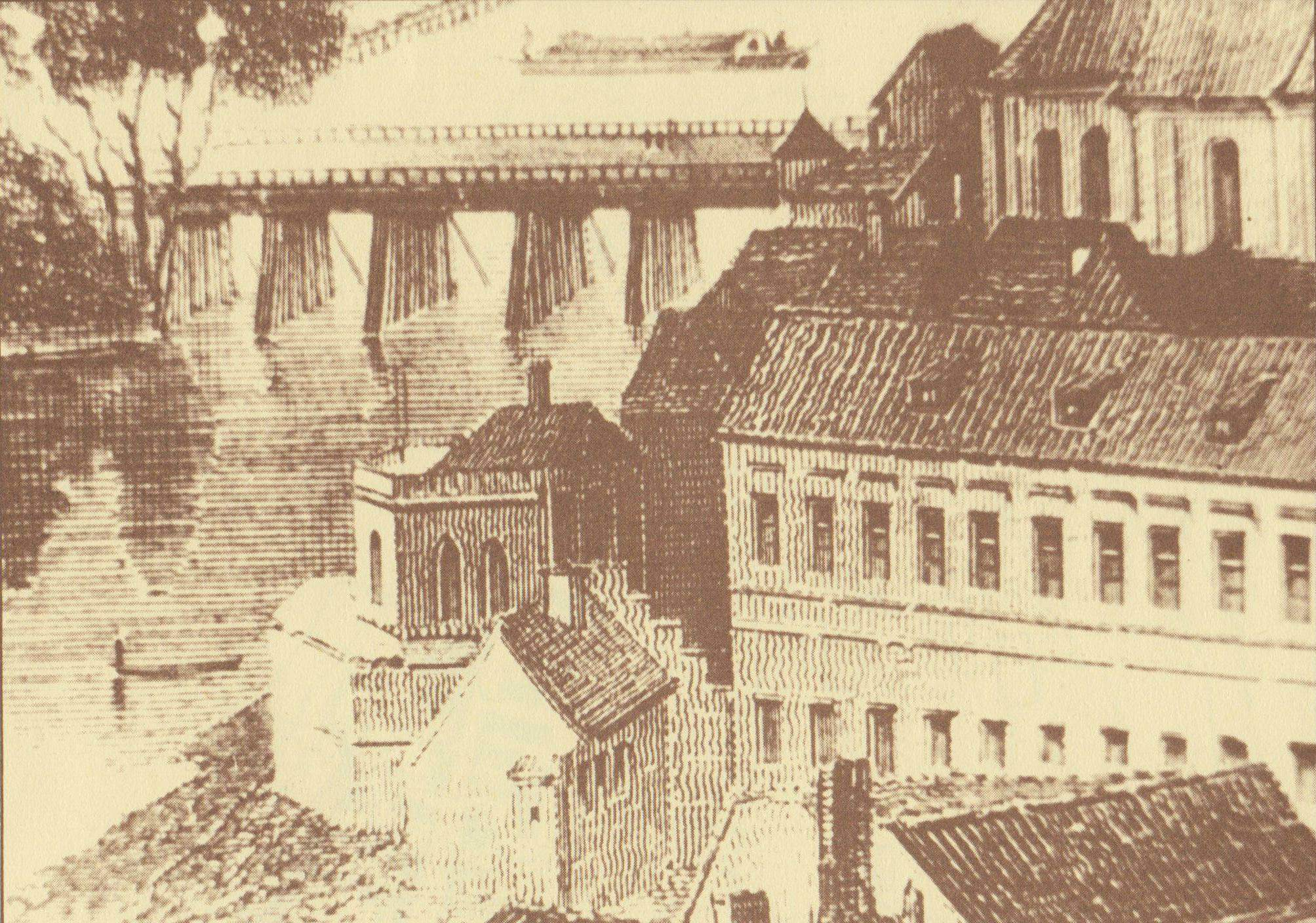
A Mattyasovszky-bástyán álló romantikus épület, háttérben a szigetre vezető fahíd, a vízivárosi templom, jobbra a Bibliotheca részlete. Rohbock acélmetszete 1860 körül

A Mattyasovszky- vagy hódoltsági megnevezéssel Hévízi bástya Esztergom-Víziváros középkori védműrendszerének legdélebbi szakasza, jelentős sarokbástyája. A Kis-Duna sétányon és a József Attila téren található. A vízivárosi erődrendszer részeként műemléki védettséget élvez, régészeti terület.

## Története
A városfal a sétány mellett észak-déli irányba fut, a Mattyasovszky-bástyánál nyugati irányba fordul. A körbástyát a 17. században a kor haditechnikai követelményeinek megfelelően a falak elé kitolva építették, egykoron sánc is tartozott hozzá. 1595-ben, a város ostromakor a várfal ezen szakaszát támadták. 1605-ben, amikor a törökök visszafoglalták Esztergomot, megerősítették, kibővítették a bástyát, ami helyenként 5 méter vastag lett. Az itt fakadó melegforrásra török fürdő települt, az úgynevezett Kis fürdő. Erről Evlija Cselebi így írt:
„A Budai kapu előtt egy kis erőd van, mely, mint Kanizsa vár tömésfala, tizenöt lépés vastag tömésfalból áll. Ezen a falon belül az ároknál egy kis kupolás meleg fürdő van. Az idegenek és a szolgaféle népek ebbe a meleg fürdőbe járnak.” Ezt később a ferencesek gyapjúmosásra használták, később újra eredeti funkciójának megfelelően működött. A Víziváros legnagyobb törökfürdőjének, Rüsztem pasa fürdőjének maradványai a Katona István utcai szakaszon vannak. A sáncot 1790-ben széthordták, és a területet rendezték, feltöltötték építkezés miatt, de a fürdőhöz egy lépcsőn le lehetett menni a föld alá. Idővel a föld nyomásától a kupola behorpadt, és beszakadt.
A várfal beszögelésében, egy kovácsoltvas kerítés mögött áll egy kereszt, melyet 1894-ben állított Mattyasovszky Lajos, prímási jószágigazgató családja. 1916. november 16-án a Sétahelyszépítő Egyesület emléktáblát helyezett el, amin megörökítették, hogy a szobi Luczenbacher Pál 200 koronás alapítványából, valamint Timanóczy Anna 2000 koronás adományából rendezték a Kis-Duna sétányt. Ettől nem messze található a tizennégyes gyalogezred 2×3 méteres emléktáblája a világháborús hősök emlékére. Felirata: Ezredünk emlékének Bars- Esztergom- Hont és Nyitra megyék honvéd fiai. Az 1960-as években be akarták építeni a területet, de az akkori felméréskor kiderült, hogy a fürdő helyreállítható, ezért a beépítésről szóló terveket félretették. A bástya belső udvarában 4,5 méter magas feltöltés volt. A régészeti szondázás alapján a föld alatt kupola sok része megmaradt.
A bástyához épült régi épületeket 2008-ban bontották el, kiásták a városfal föld alatti részeit, amik helyenként 5 méter mélységig értek. A kis török fürdő feltárása 2009-ben kezdődött meg, később eredeti funkcióját fogja visszakapni. Szeptemberben a régészek a Porta speciosa fehérmárványból készült mondatszalagjának egy töredékét is megtalálták az ásatások során. Az egykori gyilokjárón teraszt alakítanak ki. A munkálatok a Múzeumok Éjszakáján megtekinthetőek voltak.

## Lásd még
- Malom-bástya
- Rüsztem pasa fürdője
- Özicseli Hadzsi Ibrahim-dzsámi